# Sarah Hawe
Sarah Hawe (* 23. Juli 1987 in Bentleigh East, Victoria) ist eine australische Ruderin. 2017 und 2019 wurde sie Weltmeisterin im Vierer ohne Steuerfrau.

## Sportliche Karriere
Sarah Hawe belegte bei den Junioren-Weltmeisterschaften 2005 den fünften Platz im Doppelzweier. Die früher für den Melbourne University Boat Club rudernde Hawe zog später nach Tasmanien und startete für den Huon Rowing Club.
Ihren ersten Start in der australischen Erwachsenen-Nationalmannschaft machte Hawe 2017. Beim Weltcup in Posen siegte sie im Vierer ohne Steuerfrau und belegte mit Molly Goodman den dritten Platz im Zweier ohne Steuerfrau. Beim Weltcup in Luzern siegte sie im Vierer zusammen mit Lucy Stephan, Katrina Werry, Sarah Hawe und Molly Goodman. Der dritte und wichtigste Regattasieg des Vierers in der Saison 2017 war der Titelgewinn bei den Weltmeisterschaften in Sarasota. 2018 gewann der australische Vierer die Weltcup-Regatten in Linz und Luzern, bei den Weltmeisterschaften in Plowdiw erkämpften die Australierinnen Silber hinter dem US-Vierer. 2019 rückte Olympia Aldersey für Goodman ins Boot. In der Besetzung Aldersey, Werry, Hawe und Stephan siegte die Crew beim Weltcup-Finale in Rotterdam und bei den Weltmeisterschaften in Linz. Bei den Olympischen Spielen in Tokio belegte sie mit dem australischen Achter den fünften Platz.
Nach einem Jahr Pause kehrte Hawe 2023 zurück auf die Regattastrecken. Bei den Weltmeisterschaften in Belgrad belegten Giorgia Patten, Katrina Werry, Sarah Hawe und Lucy Stephan den fünften Platz im Vierer ohne Steuerfrau. 2024 wechselten alle vier Ruderinnen in den australischen Achter. Bei den Olympischen Spielen in Paris hatten die Australierinnen als Vierte etwas über eine Sekunde Rückstand auf den drittplatzierten britischen Achter.